# Cotylana drymo
Cotylana drymo är en insektsart som beskrevs av Ronald Gordon Fennah 1969. Cotylana drymo ingår i släktet Cotylana och familjen sköldstritar. Inga underarter finns listade i Catalogue of Life.